# Masaurhi
Masaurhi é um cidade no distrito de Patna, no estado indiano de Bihar.

## Demografia
Segundo o censo de 2001, Masaurhi tinha uma população de 46.943 habitantes. Os indivíduos do sexo masculino constituem 53% da população e os do sexo feminino 47%. Masaurhi tem uma taxa de literacia de 56%, inferior à média nacional de 59,5%: a literacia no sexo masculino é de 65% e no sexo feminino é de 46%. Em Masaurhi, 17% da população está abaixo dos 6 anos de idade.